# Liste der Baudenkmale in Neu Gülze
In der Liste der Baudenkmale in Neu Gülze sind alle Baudenkmale der Gemeinde Neu Gülze (Landkreis Ludwigslust-Parchim) und ihrer Ortsteile aufgelistet (Stand: Januar 2021).

## Neu Gülze
| ID | Lage | Bezeichnung                 | Beschreibung | Bild |
| -- | ---- | --------------------------- | ------------ | ---- |
|    |      | Gefallenendenkmal 1914/1918 |              |      |

## Zahrensdorf
| ID | Lage             | Bezeichnung                                          | Beschreibung | Bild                                     |
| -- | ---------------- | ---------------------------------------------------- | ------------ | ---------------------------------------- |
|    | Friedhof (Karte) | Grabdenkmal und Gruft von Carl Haase sen. 1882       |              |                                          |
|    | Friedhof (Karte) | Grabkapelle für Carl von Haase jun. 1884             |              | Grabkapelle für Carl von Haase jun. 1884 |
|    | Friedhof (Karte) | Gefallenendenkmal u. Soldatengräber auf dem Friedhof |              |                                          |
|    |                  | Chausseehaus                                         |              |                                          |
|    | (Karte)          | Kirche mit Friedhof                                  |              | Kirche mit Friedhof                      |
|    |                  | Pfarrhaus                                            |              |                                          |